# ويليام لويس (سياسي أمريكي، مواليد 1868)
ويليام لويس (بالإنجليزية: William Lewis)‏ هو قاضي ومحامي وسياسي أمريكي، ولد في 22 سبتمبر 1868 في Cutshin, Kentucky ‏ في الولايات المتحدة، وتوفي في 8 أغسطس 1959 في لندن في الولايات المتحدة. نشط حزبياً في الحزب الجمهوري.

## مناصب
- انتخب قاضي (1909 – 1922).
- انتخب Commonwealth's attorney [الإنجليزية]‏ (1904 – 1909).
- انتخب عضو مجلس نواب كنتاكي (1900 – 1901).
- انتخب شريف (1891 – 1892).
- انتخب عضو مجلس النواب الأمريكي.